# 야간돌봄전담유치원
야간돌봄전담유치원(야간유치원, 야간돌봄유치원)은 대한민국 맞벌이 부부의 육아부담을 덜어주기 위해 밤 10시까지 또는 종일반 종료 후 2~3시간 연장 운영하는 유치원이다. 학부모가 야간 돌봄 서비스 이용을 희망할 경우 19시 이전에는 각 유치원에서 종일제를 이용한 후, 「야간 돌봄 전담유치원」으로 이동시켜 저녁 늦게까지(저녁 9시~10시) 돌봄 서비스를 제공 받을 수 있다.  이용 대상은 공ㆍ사립유치원에 재원중인 유아뿐만 아니라 어린이집 유아도 이용할 수 있으며, 맞벌이 가정 유아 또는 한부모 가정의 경우 한부모가 일하는 가정 유아(만3세~만5세)로 이용이 제한된다. 대한민국 교육과학기술부와 시ㆍ도교육청은 시범 운영 성과를 평가한 후 단계적 확대 실시 여부 등을 검토할 예정이다.